# یواس‌اس گاردین (ام‌سی‌ام-۵)
یواس‌اس گاردین (ام‌سی‌ام-۵) (به انگلیسی: USS Guardian (MCM-5)) یک کشتی است که طول آن ۲۲۴ فوت (۶۸ متر) می‌باشد. این کشتی در سال ۱۹۸۷ ساخته شد.